# Licabetto

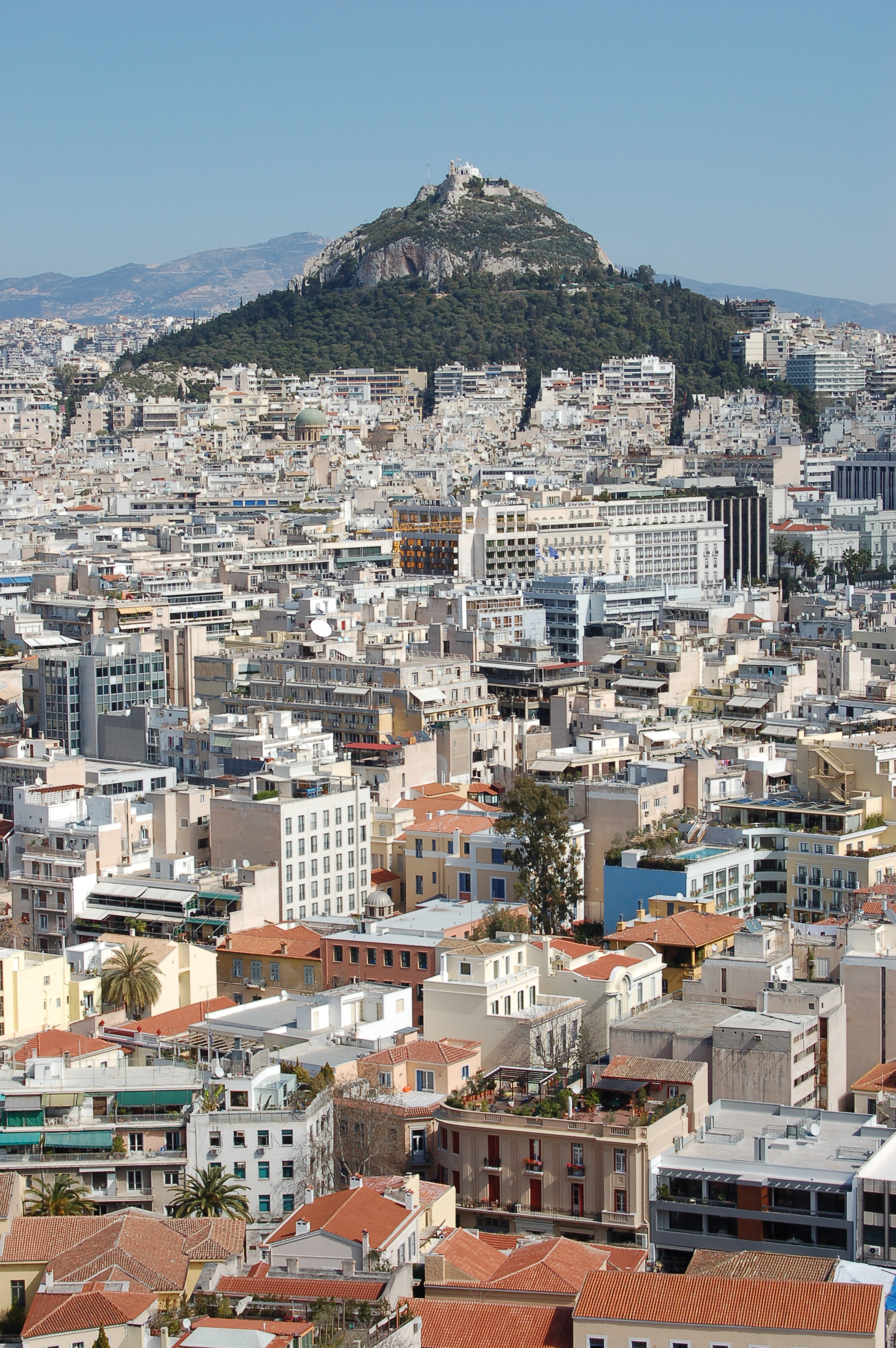
Monte Licabetto

Il Licabetto (in greco Λυκαβηττός?, Lykavittós, "collina dei lupi") è un'altura che si trova ad Atene, capitale della Grecia.

## Geografia

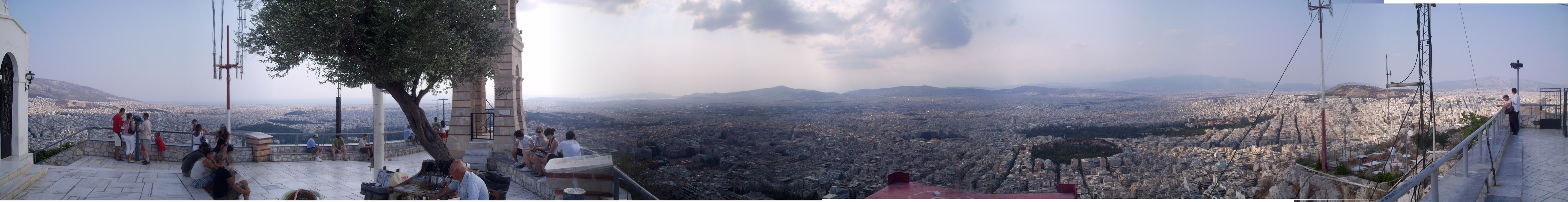
Vista della città e dell'acropoli di Atene dalla sommità del Licabetto

La collina, di natura calcarea, si è formata nel Cretaceo. Si eleva per 272,7 metri sul livello del mare ed è il punto più elevato della città, che domina per intero e dalla quale è completamente circondata. Alla sua base crescono boschetti di pino, mentre sulla vetta si trovano la Cappella di San Giorgio (costruita nel XIX secolo), un teatro e un ristorante. La cima, che è una meta piuttosto frequentata da turisti, può essere raggiunta con una funicolare che parte da Kolonaki. Un'iscrizione sulla teleferica riporta un'etimologia secondo cui "licabetto" significherebbe "da dove viene il crepuscolo", e fornisce, quale altitudine della collina, il dato di 277 metri.

## Mitologia
Il Monte Licabetto è ricordato in varie leggende. Racconti popolari narrano che un tempo fosse un luogo dove si rifugiavano i lupi, e questa potrebbe essere l'origine del suo nome. Secondo la mitologia, il Licabetto è stato creato da Atena, quando lasciò cadere una montagna che stava trasportando da Pallene, una volta accortasi che la cesta che conteneva Erittonio era stata aperta.